# Quartier Montchapet
Montchapet est un quartier de Dijon, qui se situe au nord-ouest de la ville. Il est découpé en plusieurs secteurs : Faubourg Guillaume, Faubourg Saint-Bernard, Jouvence, Montchapet, Les Perrières et Victor Hugo.

## Description

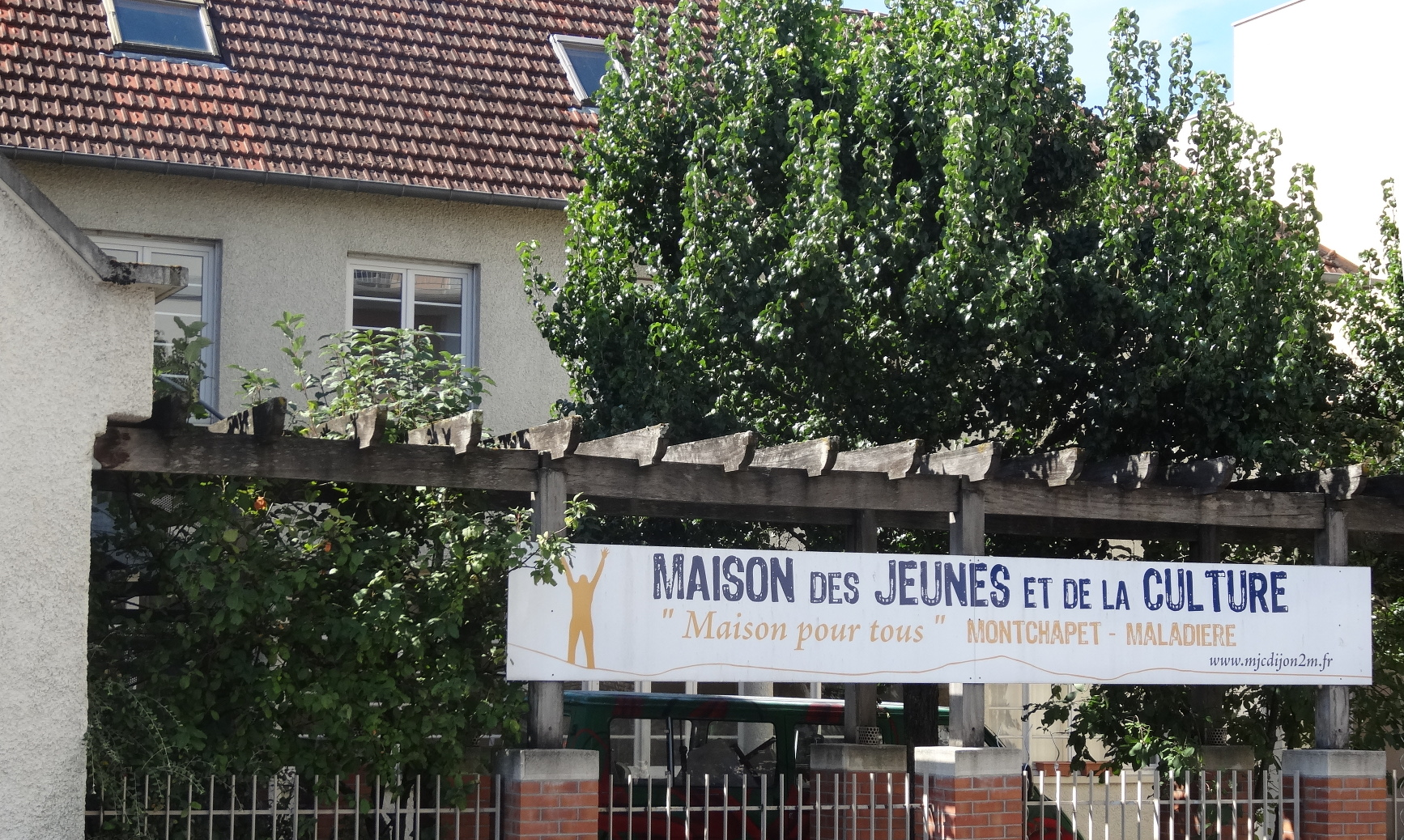
Façade de la MJC du quartier Montchapet à Dijon.

Il s'agit d'un des quartiers les plus aisés de la ville, notamment l'avenue Victor-Hugo, et ses rues adjacentes, qui relie la place Darcy au boulevard des Clomiers, comportant des immeubles haussmanniens, maisons d’art-déco datant des années 1920-1930 et maisons bourgeoises de la fin du XIXe siècle.
Beaucoup d'architectes dijonnais de la ville ont laissé leurs empreintes dans ce quartier, notamment : Gaston Paris, Émile Robert, Auguste Drouot, Alexandre Fournier ou encore les frères Favre.
Ce quartier est majoritairement résidentiel côté nord (Hauts de Montchapet), à l'exception du sud, qui bénéficie de la proximité du centre-ville et de son attractivité (place Darcy, place de la République).
Il s'est urbanisé au cours du XXe siècle, il est de type résidentiel.
Dans le quartier se trouve le campus délocalisé de Sciences Po implanté à Dijon. Créé en 2001, il se caractérise par sa dimension européenne, en particulier en direction des pays d'Europe centrale et orientale.

## Infrastructures

### Écoles
- École élémentaire privée Alix Providence
- École élémentaire privée Saint François de Sales
- École maternelle Marmuzots
- École maternelle et élémentaire Montchapet
- École maternelle Ouest
- École maternelle privée Notre Dame des Ange
- École maternelle Victor Hugo

### Collèges et lycées
- Collège Montchapet
- Collège privé Saint François de Sales
- Lycée Montchapet
- Lycée privé Notre-Dame
- Lycée privé St-Bénigne

### Universités et écoles supérieures
- École supérieure de commerce de Dijon-Bourgogne
- Sciences Po

### Lieux de culte
- Chapelle Saint-François-d'Assise
- Église Saint-Bernard
- Église Saint-Joseph

### Musées
- La Fabrique de pain d'épices Mulot et Petitjean

### Parcs et jardins
- Jardin Madeleine de Tournamille
- Parc des Carrières Bacquin
- Square Charles Le Téméraire
- Square Eugène Spuller
- Square Marguerite et Jean Menenveaux
- Square Montchapet
- Square Paul et Henriette Dard
- Square Paul Éluard
- Square des Saunières

### Sport
- Mini-golf des Carrières Bacquins
- Terrain du Boulevard de l'Ouest